# 力霸企業集團

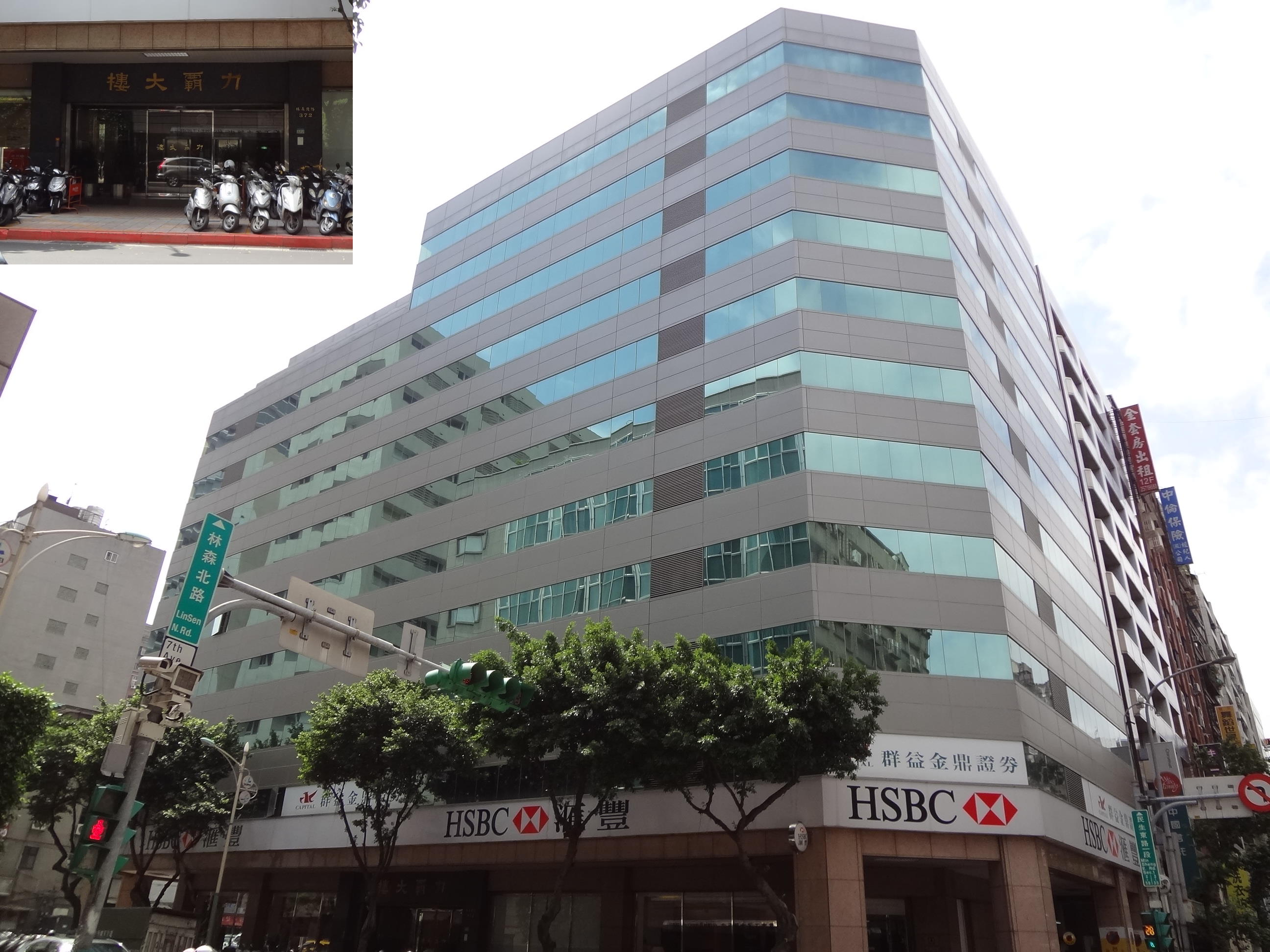
力霸大樓，位於台北市林森北路

中國力霸股份有限公司（英語：China Rebar Co., Ltd，簡稱：力霸企業集團）成立於1959年1月24日，起源於「中國力霸鋼架股份有限公司」，由王又曾創立。嗣後因該公司業務不斷擴充，發展成為多角經營的企業，於1970年6月更名為「中國力霸股份有限公司」。曾有水泥、鋁門窗、金屬帷幕牆、紡織四個製造工廠及營建工程、百貨商場、國際觀光飯店三個部門，共計七個企業部門，為多角化經營之企業集團，總資產曾逾新台幣4,787億元。但到2006年12月後，中國力霸因負債大於資產，聲請重整；2010年7月27日，法院裁准中國力霸破產。

## 力霸案
2006年12月29日，由於力霸企業集團旗艦企業「中國力霸股份有限公司」及「嘉新食品化纖股份有限公司」的巨額虧損及負債，力霸企業集團向台北地方法院聲請企業重整；力霸集團於2007年1月4日公佈此一消息，結果引發旗下中華商業銀行爆發擠兌，政府下令接管中華商業銀行，檢調單位亦著手進行調查，進而發現該集團涉嫌大規模違法掏空及超貸，是為「力霸案」。前力霸集團董事長王又曾在聲請重整後2007年1月5日隨即潛逃，因涉嫌掏空集團資產而被台北地檢署列為通緝犯。而王又曾的兩個兒子、同時為前力霸副董事長的王令台和王令一，則先後遭到檢方羈押獲准。王又曾二房之子王令麟雖早已自創東森集團，但因遭力霸集團牽連，最後仍被判刑3年10個月、併科罰金新台幣七億元。

## 內部條目

### 人物相關
- 翁明昌
  - 翁大銘
- 王又曾
- 王令麟
  - 蔡豪
  - 王世均

### 旗下公司
- 中華商業銀行
- 衣蝶